# Astillero académico
Un astillero académico es una institución educativa dedicada a la formación técnica y profesional en el diseño, la  construcción, el mantenimiento y la reparación de embarcaciones. Estos astilleros combinan conocimientos teóricos con prácticas profesionales en un entorno académico, proporcionando a los estudiantes las habilidades necesarias para trabajar en la industria naval, marítima y fluvial.

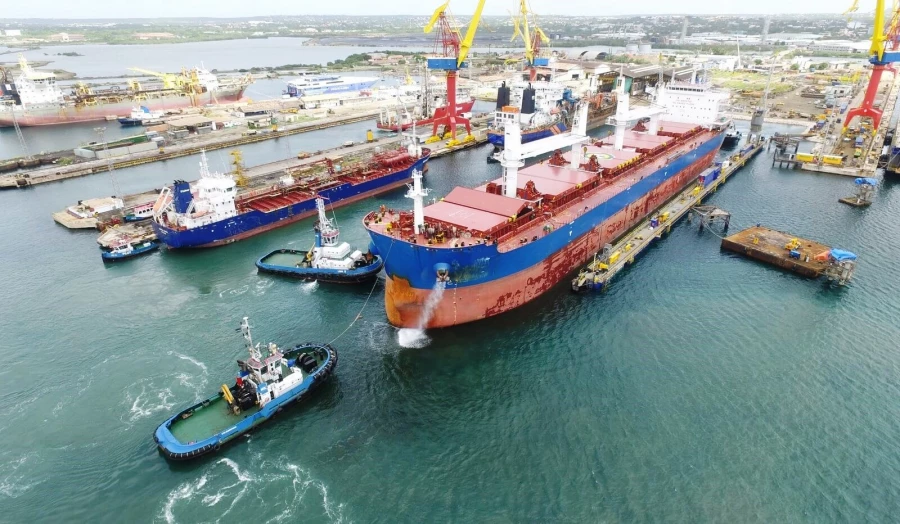
Industria Naval

## Descripción
Los astilleros académicos son centros de aprendizaje que ofrecen formación en diversos aspectos de la ingeniería naval y la construcción de embarcaciones. Su objetivo es preparar a los estudiantes para enfrentar los desafíos del sector naval a través de una combinación de enseñanza teórica y experiencia práctica. Estas instituciones pueden estar asociadas a universidades, centros de formación técnica o institutos especializados en ingeniería y tecnologías marítimas (Sims, 2012).
En un astillero académico, los estudiantes participan en proyectos reales de construcción y reparación de barcos, adquiriendo experiencia práctica en el uso de herramientas y tecnologías empleadas en la industria naval. Además, estos astilleros a menudo colaboran con empresas del sector para ofrecer a los estudiantes oportunidades de pasantías y prácticas profesionales (Blackburn, 2005).

## Historia
El concepto de astillero académico tiene sus raíces en la necesidad de formar profesionales capacitados en un sector altamente técnico y especializado. Los primeros astilleros académicos surgieron en el siglo XIX como parte de las escuelas de ingeniería y tecnologías, donde la educación en ingeniería naval incluía tanto formación teórica como práctica en talleres de construcción de embarcaciones (Sims, 2012).

## Estructura y funciones
Los astilleros académicos suelen contar con instalaciones modernas para la construcción y reparación de embarcaciones, incluyendo talleres, salas de diseño y áreas de simulación. La estructura de un astillero académico incluye generalmente las siguientes áreas:
- Talleres de construcción: Espacios equipados con maquinaria y herramientas para la fabricación y ensamblaje de componentes navales (Manning, 2017).
- Salas de diseño: Áreas dedicadas al desarrollo de planos y modelos de embarcaciones, utilizando software especializado y técnicas de ingeniería (Jones, 2015).
- Áreas de simulación: Instalaciones para la simulación de condiciones de navegación y pruebas de rendimiento de embarcaciones (Smith, 2010).

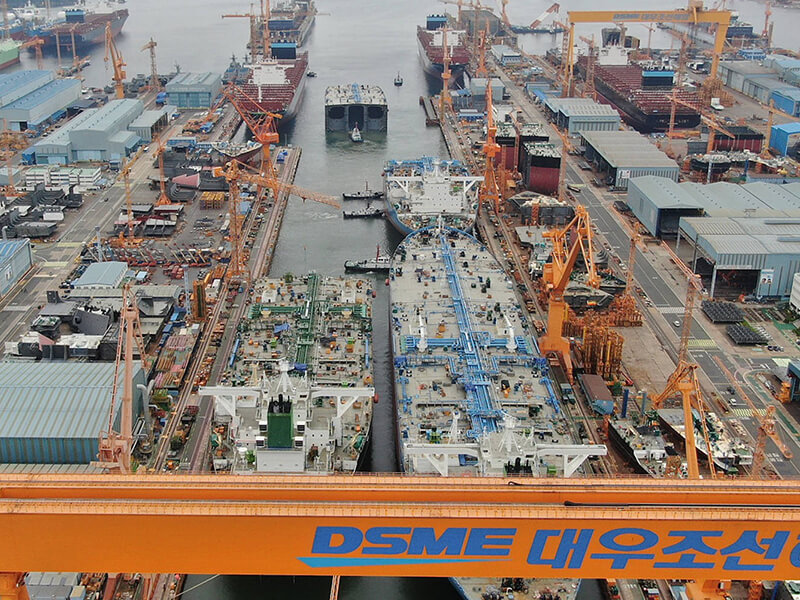
Astillero Naval

## Ejemplos
Algunos ejemplos de astilleros académicos incluyen el Astillero Académico de la Universidad de Southampton, en el Reino Unido, y el Astillero del Instituto Tecnológico de Massachusetts (MIT), en los Estados Unidos. Ambos ofrecen programas educativos en ingeniería naval y ciencias marinas, con un enfoque en la formación práctica a través de proyectos de construcción de embarcaciones reales (Brown, 2018).